# Åbo IFK
Åbo IFK of ÅIFK is een Finse omnisportvereniging uit de stad Turku (Zweeds: Åbo) die in 1908 werd opgericht. Bij de oprichting ging het om een Zweedstalige club, maar tegenwoordig is ÅIFK tweetalig. Voetbal is de meest bekende sport, maar er wordt ook handbal, atletiek, ijshockey en bowlen gespeeld.

## Geschiedenis
De club was al vroeg succesvol en mocht zich in 1910 als derde kampioen van Finland kronen. In 1911, 1913, 1915, 1916 en 1917 haalde ÅIFK ook de finale om de titel, maar verloor telkens van een team uit Helsinki, (HJK Helsinki en KIF Helsinki. In 1920 en 1924 werd ÅIFK weer kampioen, maar in andere jaren werd de finale niet meer gehaald. De club was een de eerste deelnemers aan de Mestaruussarja in 1930, de hoogste klasse. Hier eindigde ÅIFK op laatste plaats.
Na één seizoen keerde de club terug en slaagde erin vier seizoenen in de Mestaruussarja te blijven, al moest de club elk jaar tegen degradatie vechten. Daarna duurde het tot 1962 vooraleer een wederoptreden gemaakt werd in de hoogste divisie. De derde plaats werd bereikt, meteen de beste plaats sinds de invoering van de competitie. Twee seizoenen later degradeerde Åbo IFK opnieuw, de troostprijs dat seizoen was wel de beker en recht op Europees voetbal. In de Beker der Bekerwinnaars werd nipt van het Zwitserse Servette Genève verloren.
In 1966 promoveerden de Zweedstaligen voor de laatste keer naar de hoogste klasse en werd toen voorlaatste. Sindsdien kwam het niet meer uit in de Veikkausliiga. Het speelde daarna afwisselend op het tweede, derde en vierde niveau van Finland.

## Erelijst
- Landskampioen

1910, 1920, 1924
- Beker van Finland

1965

## ÅIFK in Europa
#R = #ronde, T/U = Thuis/Uit, W = Wedstrijd, PUC = punten UEFA coëfficiënten .
Uitslagen vanuit gezichtspunt Åbo IFK
| Seizoen | Competitie   | Ronde | Land                 | Club               | Totaalscore | 1e W    | 2e W    | PUC |
| ------- | ------------ | ----- | -------------------- | ------------------ | ----------- | ------- | ------- | --- |
| 1966/67 | Europacup II | 1R    | Vlag van Zwitserland | Servette FC Genève | 2-3         | 1-1 (T) | 1-2 (U) | 1.0 |

Totaal aantal punten voor UEFA coëfficiënten: 1.0